# 大館市立田代中学校
大館市立田代中学校（おおだてしりつ たしろちゅうがっこう）は、秋田県大館市の旧北秋田郡田代町域にある公立中学校。

## 沿革
- 1968年（昭和43年）
  - 4月1日 - 早口・岩野目・越山・山瀬・千歳・平滝の各中学校が統合し、「田代町立田代中学校」設立。但し、校舎は完成しておらず、「田代中学校○○校舎」として継続。
  - 4月3日 - 各校舎にて、合同入学式挙行。
- 1966年（昭和44年）3月5日 - 校旗完成・校章制定
- 1970年（昭和45年）
  - 4月1日 - 新校舎が完成し、実質統合。新校舎で始業式を行った。
  - 12月13日 - 落成式挙行。祝賀会を開催し、校歌が披露された。
- 1974年（昭和49年）
  - 5月1日 - 開校記念日を制定。
  - 5月～6月 - 校庭記念植樹。
- 1977年（昭和52年）8月17日 - 国旗掲揚塔完成（グランド・管理棟屋上）。
- 1978年（昭和53年）10月15日 - 統合10周年式典挙行。
- 1980年（昭和55年）5月1日 - 校訓「努力・強調・奉仕」制定。
- 1981年（昭和56年）3月14日 - 生徒会誌「樹林」創刊号発行。
- 1987年（昭和62年）7月26日 - 建築設備大規模改修工事開始（9月19日完成）。
- 1988年（昭和63年）12月10日 - 創立20周年記念式典挙行。
- 1991年（平成3年）1月7日 - コンピュータ室新設及びコンピュータシステム設置完了。
- 1992年（平成4年）11月30日 - 大規模改造工事（体育館）完了。
- 1993年（平成5年）12月27日 - 大規模改造工事（北側校舎）完了。
- 1995年（平成7年）
  - 1月12日 - 大規模改造工事（管理棟・各階トイレ・廊下）完了。
  - 12月25日 - 大規模改造工事（南側校舎）完了。
- 1997年（平成9年）2月21日 - 大規模改造工事竣工記念式典挙行[1]。
- 1998年（平成10年）
  - 2月10日 - 大規模改造工事（講堂・特別教室）完了。
  - 2月21日 - 開発センターにて、大規模改造工事竣工記念祝賀会開催。
  - 11月8日 - 創立30周年記念式典と記念像除幕式挙行。
- 2002年（平成14年）9月 - コンピュータ室全面改装・生徒用コンピュータ更新。
- 2005年（平成17年）6月20日 - 田代町が大館市に合併されたため、大館市立田代中学校と改称。
- 2010年（平成22年）
  - 4月1日 - 生徒玄関下足入れ半数撤去。
  - 5月1日 - 北側教室棟耐震補強工事開始（11月30日完成）。
  - 7月10日 - 体育館屋根塗装工事開始（8月30日完成）。
  - 8月10日 - コンピュータ室教師用と生徒用コンピュータ更新。
- 2011年（平成23年）8月22日 - 職員室コンピューター更新。
- 2013年（平成25年）
  - 3月8日 - 生徒トイレの一部洋式化工事実施。
  - 3月26日 - 講堂天井板修理。
- 2014年（平成26年）
  - 5月7日 - 体育館床ワックスがけ工事実施。
  - 8月31日 - 体育館耐震補強工事実施。
- 2015年（平成27年）10月6日 - 講堂吊り天井撤去作業実施。
- 2016年（平成28年）
  - 1月28日 - 講堂天井改修工事完了。
  - 8月4日 - プール小屋屋根改修工事実施。
  - 8月8日 - タブレットパソコン導入。
- 2017年（平成29年）7月13日 - 職員室エアコン設置工事完了。
- 2018年（平成30年）
  - 5月12日 - 創立50周年事業として、体育祭でのドローン撮影を行った。
  - 10月25日 - 創立50周年記念集会を行った。

## 周辺
- 大館市立山瀬小学校 - 敷地が隣接。進学前小学校でもある。
- 山瀬児童仲良しクラブ
- 大館市田代学校給食センター
- 下岩瀬集会所
- 国道7号
- あきた北農業協同組合JAグリーンたしろ

## アクセス
- 秋北バス大館鷹巣線（団地前経由）で、「山瀬小学校前」バス停下車後、徒歩。
- 大館能代空港から、
  - 空港リムジンバスで27分、「山瀬小学校前」バス停下車後、徒歩。
  - 車で約17.1km・約35分。
- JR奥羽本線早口駅から、
  - 徒歩で、約2km・約30分。
  - 車で、約2.1km・約4分。